# Пливање на Летњим олимпијским играма 2016 — 200 метара прсно за жене
Пливачке трке у дисциплини 200 метара прсно за жене на Летњим олимпијским играма 2016. одржане су петог и шестог дана пливачких такмичења, 10. и 11. августа у Олимпијском базену у Рио де Жанеиру. 
Учестовало је укупно 30 такмичарки из 22 земље, а само такмичење се одвијало у три дела. Квалификације су одржане у подневном делу програма 10. августа, полуфинала у вечерњем термину истог дана када и квалификације, док је финале одржано дан касније. 
Златну медаљу освојила је репрезентативка Јапана Рије Кането испливавши финалну трку у времену 2:20.30 минута. Сребро је припало репрезентативки Русије Јулији Јефимовој која је испливала резултат 2:21.97 минута, док је бронзану медаљу освојила Кинескиња Ши Ђинглин (време 2:22.28 минута). 

## Освајачи медаља
|                   | Резултат |                       | Резултат |                  | Резултат |
|                   |          |                       |          |                  |          |
| Рије Кането (JPN) | 2:20.30  | Јулија Јефимова (RUS) | 2:21.97  | Ши Ђинглин (CHN) | 2:22.28  |

## Рекорди
Уочи почетка трка у овој дисциплини важили су следећи светски и олимпијски рекорди:
| Светски рекорд    | Рике Мелер Педерсен | 2:19.11 | Барселона, Шпанија           | 1. август 2013. |  |
| Олимпијски рекорд | Ребека Сони         | 2:19.59 | Лондон, Уједињено Краљевство | 2. август 2012. |  |

Током такмичења нису постављени нови светски и олимпијски рекорди у овој дисциплини. 

## Квалификације
У квалификацијама које су пливане и у подневном делу програма 10. августа учестовало је 30 такмичарки из 22 земље, а пливало се у 4 квалификационе групе (три групе са по 8 и једна са 6 такмичарки). Пласман у полуфинале остварило је 16 пливачица са најбољим временима квалификација. 
| Плас. | Трка | Стаза | Пливачица                | Држава                    | Време   | Нап. |
| ----- | ---- | ----- | ------------------------ | ------------------------- | ------- | ---- |
| 1.    | 2    | 5     | Рике Мелер Педерсен      | Данска                    | 2:22.72 | КВ   |
| 2.    | 3    | 4     | Рије Кането              | Јапан                     | 2:22.86 | КВ   |
| 3.    | 3    | 5     | Тејлор Макион            | Аустралија                | 2:23.00 | КВ   |
| 4.    | 3    | 3     | Клои Татон               | Уједињено Краљевство      | 2:23.34 | КВ   |
| 5.    | 2    | 6     | Моли Реншо               | Уједињено Краљевство      | 2:23.37 | КВ   |
| 6.    | 4    | 6     | Кјера Смит               | Канада                    | 2:23.69 | КВ   |
| 7.    | 4    | 4     | Викторија Зејнеп Гунеш   | Турска                    | 2:23.83 | КВ   |
| 8.    | 4    | 5     | Јулија Јефимова          | Русија                    | 2:23.90 | КВ   |
| 9.    | 4    | 3     | Ши Ђинглин               | Кина                      | 2:24.33 | КВ   |
| 10.   | 3    | 6     | Храбнхилдур Лутерсдоутир | Исланд                    | 2:24.43 | КВ   |
| 11.   | 2    | 3     | Хесика Ваљ               | Шпанија                   | 2:24.55 | КВ   |
| 12.   | 4    | 7     | Моли Ханис               | Сједињене Америчке Државе | 2:24.74 | КВ   |
| 13.   | 2    | 4     | Канако Ватанабе          | Јапан                     | 2:24.77 | КВ   |
| 14.   | 4    | 1     | Јена Лауканен            | Финска                    | 2:25.52 | КВ   |
| 15.   | 2    | 2     | Лили Кинг                | Сједињене Америчке Државе | 2:25.89 | КВ   |
| 16.   | 2    | 7     | Софија Андрејева         | Русија                    | 2:26.58 | КВ   |
| 17.   | 4    | 2     | Фани Леклиз              | Белгија                   | 2:27.16 |      |
| 18.   | 3    | 1     | Мартина Моравчикова      | Чешка                     | 2:27.51 |      |
| 19.   | 3    | 8     | Далма Шебештјен          | Мађарска                  | 2:27.94 |      |
| 20.   | 2    | 8     | Ана Станковић            | Мађарска                  | 2:27.97 |      |
| 21.   | 1    | 4     | Хулија Себастијан        | Аргентина                 | 2:27.98 |      |
| 22.   | 3    | 2     | Џорџија Бол              | Аустралија                | 2:28.24 |      |
| 23.   | 3    | 7     | Марта Макејб             | Канада                    | 2:28.62 |      |
| 24.   | 4    | 8     | Ју Ђингјао               | Кина                      | 2:28.65 |      |
| 25.   | 1    | 3     | Фиона Дојл               | Ирска                     | 2:29.76 |      |
| 26.   | 1    | 2     | Софи Хансон              | Шведска                   | 2:30.59 |      |
| 27.   | 1    | 7     | Аљона Рибакова           | Летонија                  | 2:30.82 |      |
| 28.   | 1    | 6     | Амит Иври                | Израел                    | 2:31.49 |      |
| 29.   | 2    | 1     | Бак Сујеон               | Јужна Кореја              | 2:32.79 |      |
| 30.   | 1    | 5     | Ивет Конг                | Хонгконг                  | НН      |      |

## Полуфинале
Полуфиналне трке пливане су у вечерњем делу програма 10. августа, а пласман у финале остварило је 8 девојака са најбољим резултатима. 
Прво полуфинале
| Плас. | Стаза | Пливачица                | Држава                    | Време   | Нап. |
| ----- | ----- | ------------------------ | ------------------------- | ------- | ---- |
| 1.    | 4     | Рије Кането              | Јапан                     | 2:22.11 | КВ   |
| 2.    | 6     | Јулија Јефимова          | Русија                    | 2:22.52 | КВ   |
| 3.    | 5     | Клои Татон               | Уједињено Краљевство      | 2:22.71 | КВ   |
| 4.    | 3     | Кјера Смит               | Канада                    | 2:22.87 | КВ   |
| 5.    | 2     | Храбнхилдур Лутерсдоутир | Исланд                    | 2:24.41 |      |
| 6.    | 1     | Јена Лауканен            | Финска                    | 2:25.14 | НР   |
| 7.    | 8     | Софија Андрејева         | Русија                    | 2:25.90 |      |
| 8.    | 7     | Моли Ханис               | Сједињене Америчке Државе | 2:26.80 |      |

Друго полуфинале
| Плас. | Стаза | Пливачица              | Држава                    | Време   | Нап.   |
| ----- | ----- | ---------------------- | ------------------------- | ------- | ------ |
| 1.    | 5     | Тејлор Макион          | Аустралија                | 2:21.69 | КВ     |
| 2.    | 3     | Моли Реншо             | Уједињено Краљевство      | 2:22.33 | КВ, НР |
| 3.    | 2     | Ши Ђинглин             | Кина                      | 2:22.37 | КВ     |
| 4.    | 4     | Рике Мелер Педерсен    | Данска                    | 2:22.45 | КВ     |
| 5.    | 6     | Викторија Зејнеп Гунеш | Турска                    | 2:23.49 |        |
| 6.    | 7     | Хесика Ваљ             | Шпанија                   | 2:24.22 |        |
| 7.    | 8     | Лили Кинг              | Сједињене Америчке Државе | 2:24.59 |        |
| 8.    | 1     | Канако Ватанабе        | Јапан                     | 2:25.10 |        |

## Финале
| Плас. | Стаза | Пливачица           | Држава               | Време   | Нап. |
| ----- | ----- | ------------------- | -------------------- | ------- | ---- |
|       | 5     | Рије Кането         | Јапан                | 2:20.30 |      |
|       | 7     | Јулија Јефимова     | Русија               | 2:21.97 |      |
|       | 6     | Ши Ђинглин          | Кина                 | 2:22.28 |      |
| 4.    | 1     | Клои Татон          | Уједињено Краљевство | 2:22.34 |      |
| 5.    | 4     | Тејлор Макион       | Аустралија           | 2:22.43 |      |
| 6.    | 3     | Моли Реншо          | Уједињено Краљевство | 2:22.72 |      |
| 7.    | 8     | Кјера Смит          | Канада               | 2:23.19 |      |
| 8.    | 2     | Рике Мелер Педерсен | Данска               | 2:23.74 |      |